# Kräftor
Denna artikel handlar om sötvattenskräftor i familjerna Astacidae, Cambaridae och Parastacidae, för andra kräftdjur som kan kallas kräftor, se kräfta.

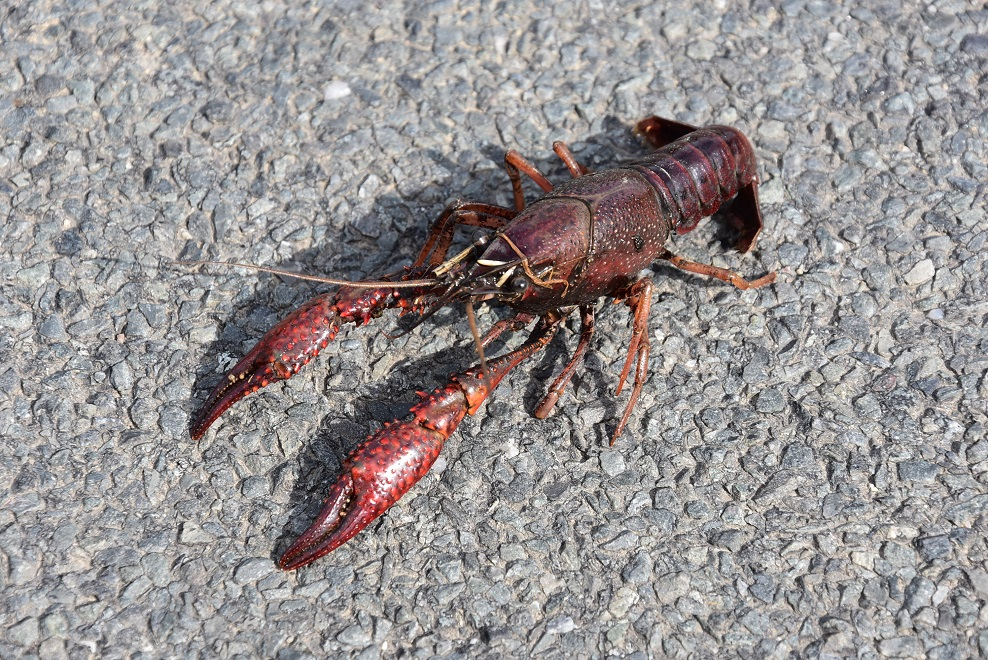
Procambarus clarkii, Frankrike

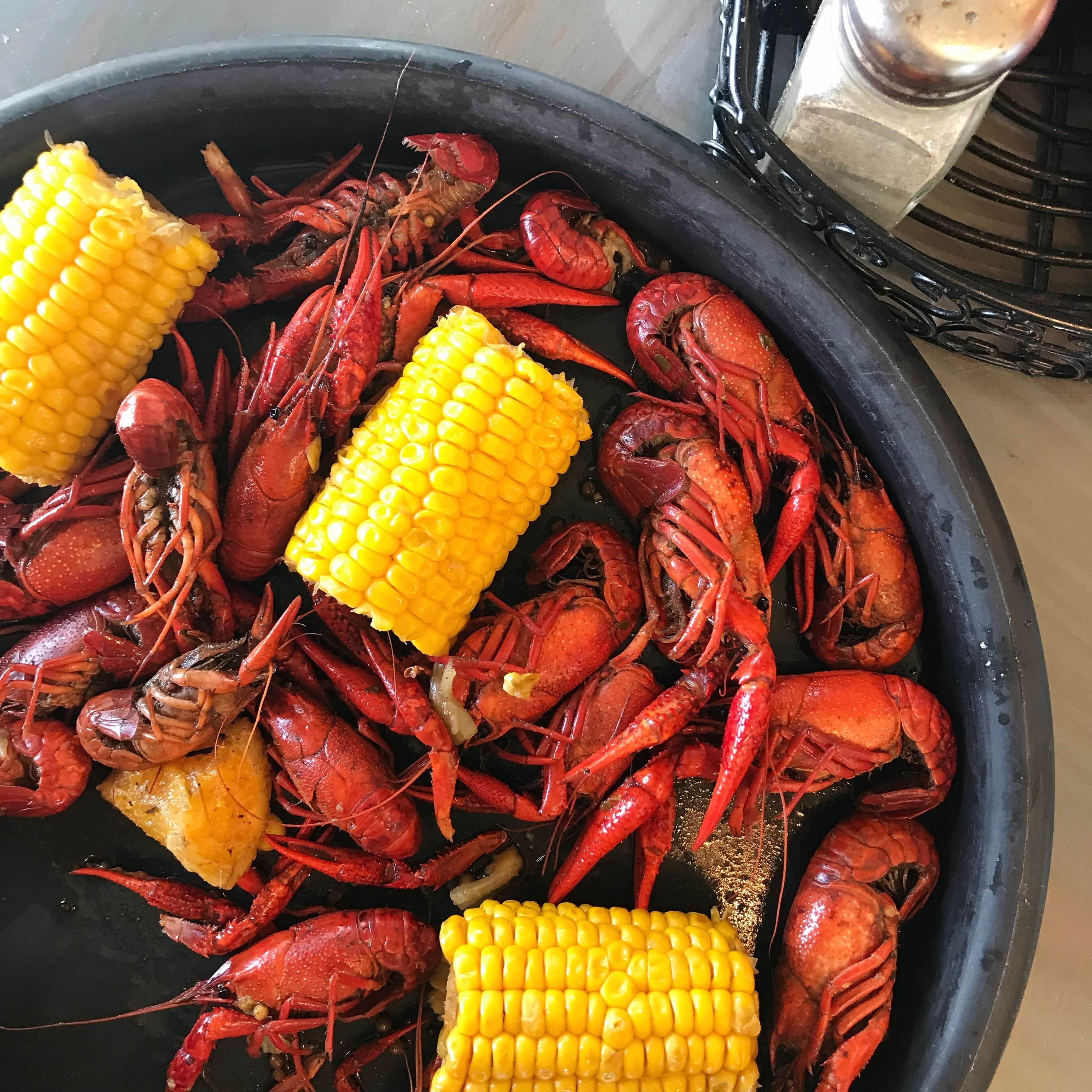
Kräftor på mexikanskt vis

Kräftor är de arter av sötvattenslevande kräftdjur i gruppen storkräftor och ordningen tiofotade kräftdjur som hör till familjerna Astacoidea, Cambaridae och Parastacidae. De tre familjerna hör till två överfamiljer, Astacidae och Cambaridae som förekommer på norra halvklotet hör till överfamiljen Astacoidea, och Parastacidae som förekommer på södra halvklotet hör till överfamiljen Parastacoidea. De tre familjerna som kräftorna är samlade i omfattar tillsammans 618 arter.
Kräftor hör samman med humrar och krabbor till de största kräftdjuren. Bland kräftorna finns flera arter som fiskas eller odlas av människan som föda, till exempel flodkräfta, signalkräfta och röd sumpkräfta. Kräftor har utnyttjas som föda av människan under lång tid. Från Europa finns skriftliga källor i form av kokboksrecept som visar att kräftor fångades och åts under medeltiden. 
Inom astrologin förknippas kräftor med stjärntecknet Kräftan.

## Anatomi och fysiologi
Kräftor tillhör leddjuren och har en segmenterad kropp och ett yttre hårt exoskelett. De yttre anatomiska drag som är kännetecknande för kräftorna är att kroppen kan delas upp i framkropp och bakkropp. Framkroppen består av huvud och mellankropp. På huvudet finns ögon och två långa antenner och mundelarna. På mellankroppen sitter fem par gångben. Det första paret gångben bär kraftiga gripklor och används inte för att gå med, utan för att gripa tag i föda, för försvar eller för att gräva med. På bakkroppen, eller stjärten, finns på undersidan små simfötter och den avslutas med en stjärtfena. Under bakkroppen bär honan sina ägg, eller rom. Kräftor andas med gälar. Blodet hos kräftor har en blåaktig färg eftersom syret transporteras genom att det binds till hemocyanin.
Kräftor går inte baklänges, men uppfattningen att de gör det har givit upphov till uttrycket "kräftgång". Däremot kan kräftor simma baklänges genom att slå med stjärten, ofta vid revirstrider eller om de till exempel blir skrämda.

## Utbredning
Sötvattenskräftor i familjerna Astacidae förekommer naturligt i Europa och med ett släkte, Pacifastacus, i västra Nordamerika. Arterna i familjen Cambaridae förekommer naturligt i Nordamerika och i östra Asien. Familjen Parastacidae förekommer i Australien, på Nya Guinea, Nya Zeeland och Madagaskar samt i vissa delar av Sydamerika.

## Levnadssätt
Kräftorna är oftast aktiva på kvällen och natten och letar föda i grundare vatten. Dagtid lämnar de sällan sina hålor i ruttna träd, vassruggar eller dylikt. Kräftor är allätare och äter bland annat löv, insekter, fisk och kadaver. 

## Kräftor som mat
Kräftor tillagas vanligen genom att kokas levande. Skalets färg växlar då från gul, brun eller svart till kraftigt röd. 
Forskning visar emellertid att kräftor inte dör omedelbart när de kokas levande, och reagerar på smärta på liknande sätt som däggdjur. Då frigörs stresshormonet kortisol och det leder till att det bildas mjölksyra i musklerna som får köttet att smaka surt. Kräftor kan kokas på ett mer humant sätt genom att först frysa dem ett par timmar så att de blir medvetslösa, och sedan förstöra det centrala nervsystemet längs magen i deras nedre del, genom att skära kräftan på längden med en lång kniv längs kräftans mitt innan kokning.
I cajun- och kreolköken i Louisiana och södra USA är kräftor en viktig ingrediens. De serveras nykokta under särskilda kräftfester, crawfish boils, som är särskilt vanliga under högsäsongen på senvåren. Kräftor ingår också i många andra maträtter, till exempel i pajer eller friterade.
I Sverige, Finland, och Norge serveras kräftor främst på kräftskivor under sensommaren och hösten. Kräftorna kokas i förväg med mycket dill, och serveras vanligen kalla tillsammans med enklare tillbehör som bröd, ost och paj, samt snaps. Traditionen började hos överklassen och spreds långt senare till medelklassen på 1960-talet när kräftor började importeras från främst Spanien, Turkiet och Kina.
Kräftor är inte kosher enligt Tredje Mosebok 11:9–12, eftersom de är vattenlevande men saknar fenor och fjäll, och äts därför inte av judar som strikt följer kosherreglerna.